# Cá trích lầm

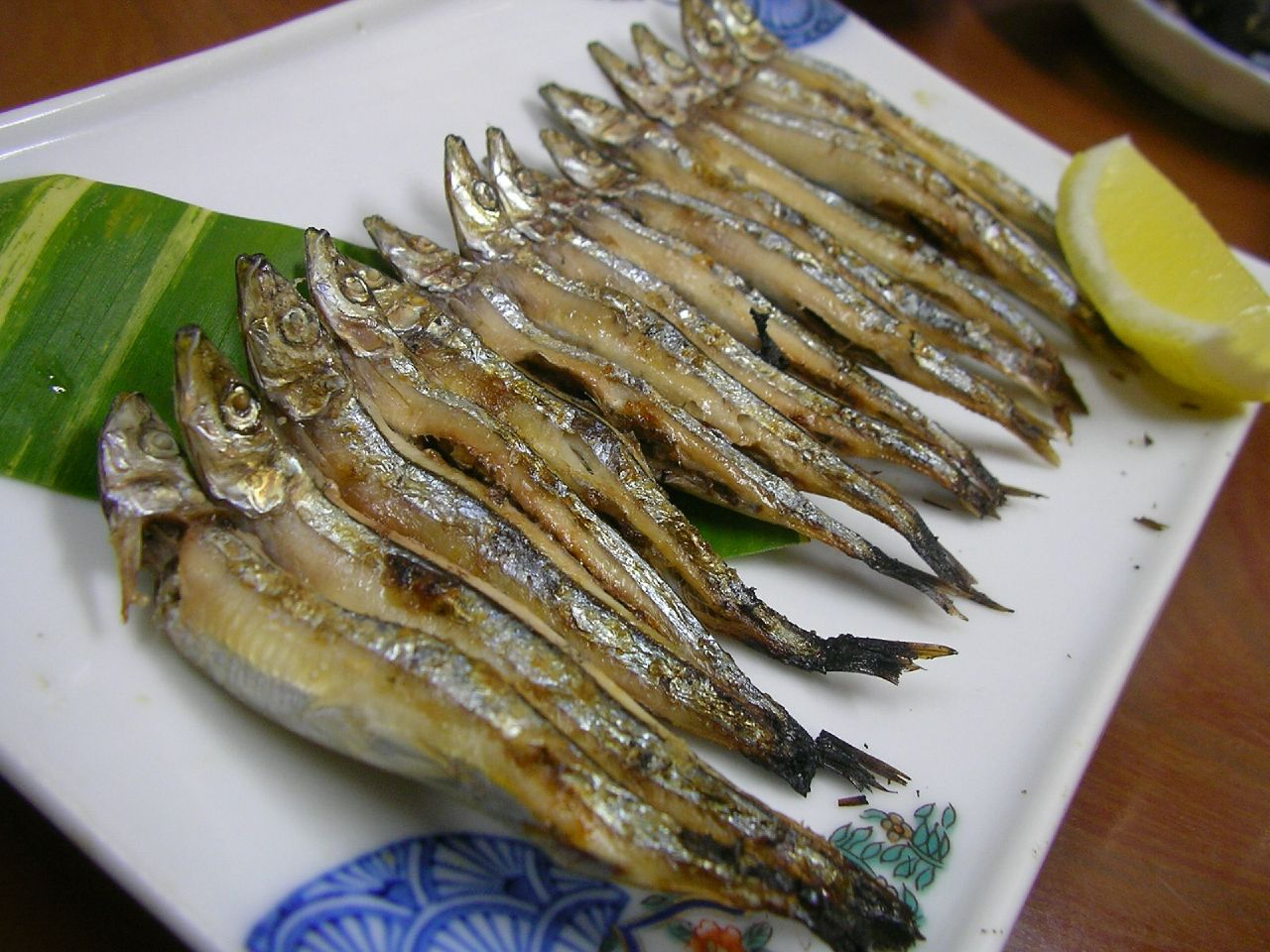
Kibinago

Cá lầm hay cá trích lầm (Danh pháp khoa học: Spratelloides) là một chi cá gồm 4 loài trong họ Spratelloididae

## Sử dụng
Đây là loài cá có giá trị kinh tế và là một loài cá thực phẩm. Những loài cá nhỏ trong chi này được sử dụng để làm cá mồi cho những cuộc câu cá tiêu khiển cũng như câu cá lớn hơn ở đại dương để làm thực phẩm, đặc biệt là mồi câu cho các loại cá ngừ hoa. Nhiều loài khác được biết đến bởi giá trị của chúng làm thực ẩm trong ẩm thực của nhiều quốc gia, như loài Spratelloides gracilis còn biết đến với tên gọi kibinago ở Nhật Bản.

## Các loài
- Spratelloides delicatulus (E. T. Bennett, 1832) (Cá trích lầm)[4]
- Spratelloides gracilis (Temminck & Schlegel, 1846) (Cá trích lầm giải bạc)[4] - Loài điển hình của chi.
- Spratelloides lewisi Wongratana, 1983 (Cá trích lầm Lewis)
- Spratelloides robustus J. D. Ogilby, 1897 (Cá trích lầm vảy tua)